# Кочубеївка (Харківський район)
Кочубе́ївка — село в Україні, у  Дергачівській міській громаді Харківському районі Харківської області. Населення становить 161 осіб.

## Географія
Село Кочубеївка розташоване за 6 км від державного кордону України, біля витоків безіменній річки, яка через 6,5 км впадає в річку Лопань (ліва притока), на річці багато загат, вище за течією за 0,5 км — село Шопине, нижче за течією за 4,5 км — смт Прудянка, за 2 км розташовані села Токарівка, Токарівка Друга, Гоптівка. За 4 км пролягає автошлях міжнародного значення М20.

## Історія
Село засноване 1861 року.
12 червня 2020 року Токарівська сільська рада, в ході децентралізації, об'єднана з Дергачівською міською громадою.
19 липня 2020 року, в результаті адміністративно-територіальної реформи та ліквідації Дергачівського району, село увійшло до складу Харківського району.
З 24 лютого 2022 року, з початку російського вторгнення в Україну, село перебувало під тимчасовою окупацією. У вересні 2022 року звільнено від російських загарбників в ході контрнаступу ЗСУ на Харківщині.